# Williamsonia (plant)
Williamsonia is een geslacht van uitgestorven planten dat behoort tot de Bennettitales, een orde van zaadplanten die een gelijkenis vertoonde met cycaden. Wereldwijd zijn versteende exemplaren van Williamsonia ontdekt. Williamsonia werd oorspronkelijk beschreven als Weird door William Crawford Williamson. William Carruthers stelde de naam Williamsonia voor in een artikel uit 1870 van hem, met als typesoort W. gigas.

## Kenmerken
Williamsonia bezat een stevige stengel en had meerdere varenachtige bladeren. De plant leefde niet in groepen. De meeldraden van Williamsonia waren naar binnen en naar boven gebogen. Williamsonia produceerde bloemen met een lengte tot tien centimeter. De gesteelde zaden zouden zijn gegroeid uit een centrale bak, en de hele bloem van Williamsonia zou zijn omgeven door beschermende schutbladen (die vaak het enige deel van de plant zijn dat fossilisatie ondergaat). De kegels van Williamsonia waren monosporangiate. Ze waren bekervormig en konden een diameter tot vijftien centimeter hebben. In elke kegel kunnen maar liefst vijfentwintig tot vijftig eitjes aanwezig zijn. De ontwikkeling van de eitjes lijkt vergelijkbaar te zijn met die van Cycadeoidea.

## Fossielen
Een anatomisch bewaarde kegel van Williamsonia is ontdekt in de Campania-rotsen van Vancouver Island. Dit was de eerste reproductieve structuur van Williamsoniaceae, die werd teruggevonden in het westen van Noord-Amerika. Bennettitalean kegels (acht centimeter lang en zes centimeter in diameter) van de Crato-formatie van Brazilië kunnen behoren tot Williamsonia, evenals vondsten uit de Gristhorpe-bedden van Cayton in Engeland (in dit geval de specifieke soort W. leckenbyi). Bovendien is W. harrisiana beschreven uit de Rajmahal Hills van India en W. nizhoniamcdouldsd uit de Chinle Formation van New Mexico. In Brazilië werd Williamsonia gevonden in het geopark Paleorrota dat zich in de Santa Maria-formatie bevond, daterend uit het Carnien, Boven-Trias.